# Sedlo
Sedlo, sjedalo za jahača koje se smješta na leđa konja ili neke druge životinje koja može služiti za jahanje (magarac, mula, deva, slon, ljama).

## Povijest
Vjerojatno je nastalo u stepskim krajevima Euroazije, a isprva je bilo teško i veliko, napravljeno od drveta, jer su nomadski narodi prenosili svu svoju imovinu na konjima. Prva arheološka nalazišta na kojima su pronađena drvena sedla, pronađena su u južnoj Rusiji, datirana su u 7. stoljeće pr. Kr. i pripadala su nomadskim Skitima. Uporabu sedla preuzeli su od njih Slaveni, a kasnije od Slavena Germani. Italski narodi nisu poznavali sedlo sve do raszdoblja Rimskog Carstva, kada su ga u uporabu uveli barbarski vojni plaćenici u rimskoj vojsci.
U srednjem vijeku počela su se proizvoditi sve kvalitetnija kožna sedla, koja su ponekad bila prekrivena metalnim pločama. Na istoku se koristilo nešto masivnije i uzdignutije na rubovima tzv. tursko sedlo, a po uzoru na to nastalo je i mađarsko i arapsko sedlo. Na Zapadu se koristilo manje, ravno i lagano englesko sedlo te francusko koje je imalo bok na stražnjem dijelu. Ženska sedla za jahanje postrance počela su se koristiti još u Bizantu i drugdje na Istoku.
U Ameriku su sedla prenijeli Španjolci. Meksički tip sedla je bio nešto robusniji i uzdignutiji na krajevima, i takav tip sedla su od njih preuzeli Amerikanci te je sedlo bilo važna oprema svakog kauboja na Divljem zapadu.

## Vanjske poveznice
- Sedlo – Hrvatska enciklopedija
- Sedlo – Proleksis enciklopedija
- Sedlo, jahanje – Britannica Online (engl.)